# Tigeregel
Der Tigeregel (Haemadipsa picta) ist eine Art der Landegel (Haemadipsidae), die im Geäst feuchter Wälder Südostasiens als Blut saugender Parasit verschiedene Wirbeltiere und auch den Menschen befällt.

## Merkmale

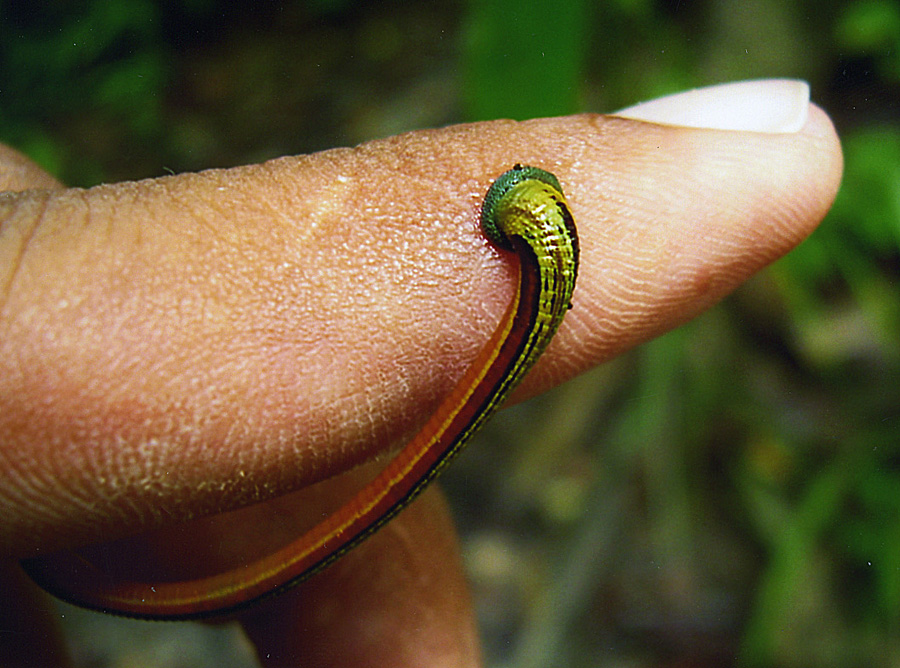
Haemadipsa picta am Finger eines potenziellen menschlichen Wirts

Der Körper von Haemadipsa picta ist schlank und länglich. In der Mitte des Rückens gibt es einen Bereich mit 3 oder 5 dunkelbraunen Streifen auf einem bläulich grauen Untergrund, wobei die innen liegenden Streifen mehr oder weniger unterbrochen sind. Dazwischen liegen paarige lebhaft orange-rötliche Felder. Am Rand gibt es weiße Streifen, die von einer schwarzen nahe dem Rand verlaufenden schwarzen Line begrenzt und einer äußeren Reihe schwarzer Punkte umgeben sind. Der Kopf und der hintere Saugnapf sind hellblau, die Bauchseite orange und ohne Zeichnung. Der Tigeregel hat an der ventralen Oberfläche des hinteren Saugnapfes 80 bis 85 Radialrippen. Die Vertiefungen der Furchen an der Körperoberfläche sind kaum ausgeprägt. Die Augen des 3. und 4. Paars sind meist von keinem Hof umgeben und nicht durch weiße Flecken abgesetzt. Der Egel hat einen wohl entwickelten Kragen am Vorderende. Wie andere Egel der Gattung Haemadipsa hat er drei Kiefer, die jeweils mit einer einfachen Zahnreihe mit jeweils 78 bis 89 Zähnen versehen sind. Haemadipsa picta wird etwa 13 bis 33 mm lang. Der Durchmesser des vorderen Saugnapfes erreicht etwa 1,3 bis 2,5 mm, der des hinteren 2,5 bis 3,7 mm.

## Lebensraum und Lebensweise

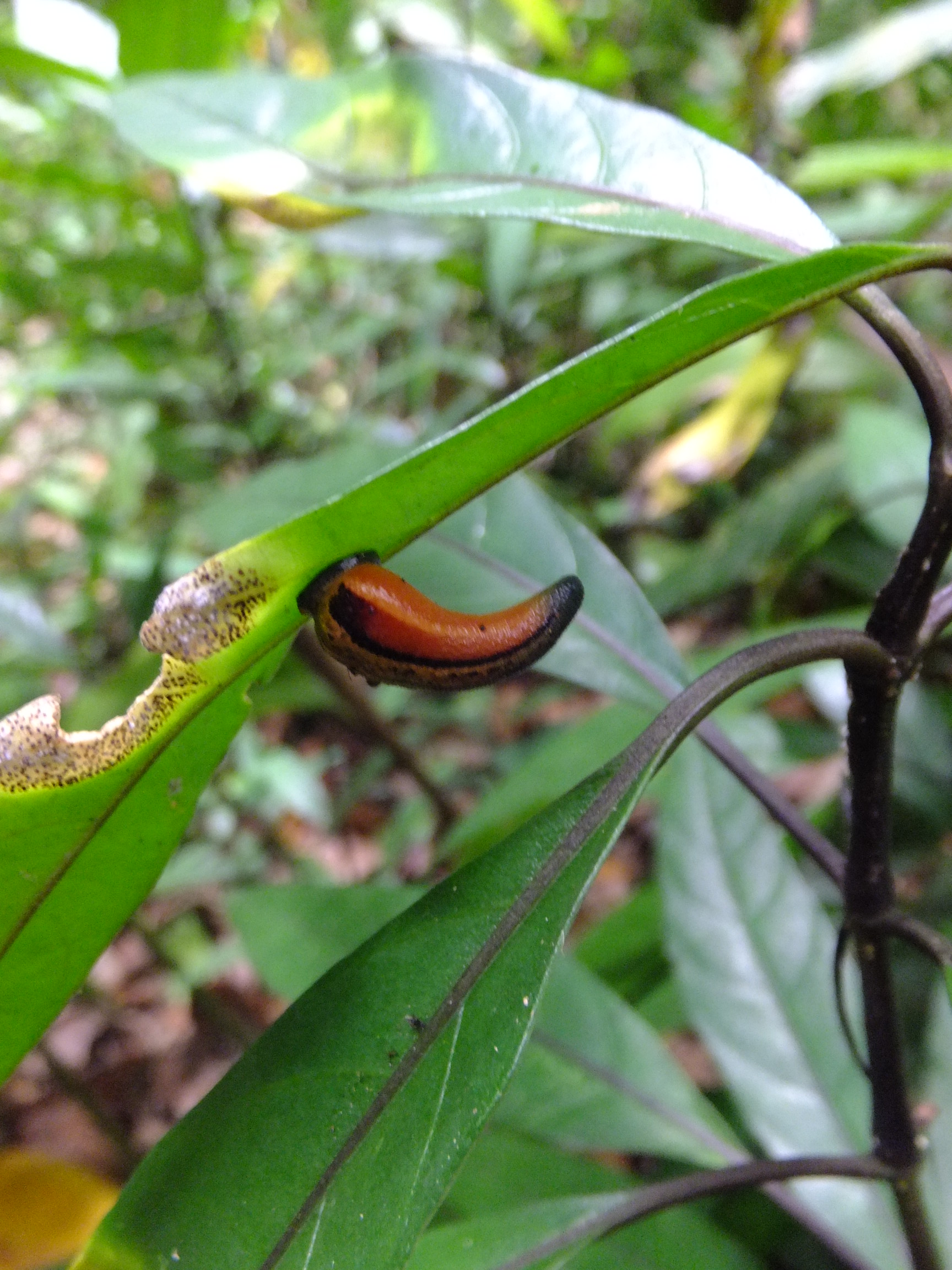
Haemadipsa picta an einem Blatt in Borneo, Malaysia

Der Tigeregel lebt im Astwerk von Sträuchern und Bäumen oberhalb einer Höhe von 1 m, weshalb er seinen Wirt von oben angreift und sich auch auf einen Wirt fallen lassen kann. Anders als bei Haemadipsa zeylanica und Haemadipsa sylvestris, aber ähnlich wie bei der ebenfalls im Geäst lebenden indischen Art Haemadipsa ornata verursacht der Biss von Haemadipsa picta stark schmerzende Wunden.

## Verbreitung
Haemadipsa picta ist in Borneo, Indochina und Taiwan verbreitet.

## Fortpflanzungszyklus
Wie andere Egel ist der Tigeregel ein Zwitter, der als Kieferegel einen Penis besitzt. Bei der gegenseitigen Begattung wird das Sperma durch den Penis direkt in die Gonopore des Sexpartners übertragen. Die Eier werden in einem schützenden Kokon abgelegt, wo sie sich zu fertigen kleinen Egeln entwickeln.